# Bunyavirales
Bunyavirales (лат., от названия местности Буньямвера в Уганде) — порядок вирусов, выделенный в 2016 году. Геном представлен одноцепочечными (-)РНК (большинство родов) или (+/-)РНК. Обнаружены у членистоногих, грызунов и других млекопитающих, некоторые вирусы данного порядка могут заражать людей, некоторые — растения.
Представители Bunyavirales являются трансмиссивными вирусами. За исключением хантавирусов, передача вируса происходит при помощи членистоногого (из числа клещей, москитов, комаров). Вероятность инфекции зависит от времени года, например, вирусы, передающиеся комарами, чаще вызывают заражение в летние месяцы.
Первоначально считалось, что буньявирусы относятся к семейству Bunyaviridae, теперь их относят к порядку Bunyavirales.

## Вирион
Вирионы Bunyavirales по форме сходны с вирионами вирусов семейства Paramyxoviridae, покрыты липидсодержащей оболочкой с шипами, имеют диаметр около 80—120 нм.

## Геном
Геном состоит из трех молекул РНК: большой (L), средней (M) и малой (S). Геномные РНК одноцепочечные, отрицательной или переменной (+/-) полярности. Длинная РНК кодирует РНК-зависимую РНК-полимеразу, необходимую для репликации и синтеза мРНК, массой 247 кДа, около 25 молекул в вирионе. Средняя РНК кодирует гликопротеины вируса. Короткая кодирует белок N нуклеокапсида, который представлен в вирионе в количестве около 2000 штук.
Геном имеет длину от 10,5 до 22,7 тыс. нуклеотидов.

## Репликация
Геномная (-)РНК вирусов реплицируется сначала в антигеномную (+)РНК и далее в (-)мРНК. Репликация происходит в цитоплазме клетки хозяина. Вирусные белки попадают далее в эндоплазматический ретикулум и в аппарат Гольджи. Зрелые вирионы отпочковываются от мембран аппарата Гольджи и транспортируются к плазматической мембране.

## Диагностика и лечение
Буньявирусы являются возбудителем геморрагической лихорадки
В период острой фазы возможна диагностика IgG и IgM при помощи ИФА, а также ПЦР. Разработаны цельновирионные и инактивированные вакцины, которые пользуются относительно низким спросом. Препарат рибавирин снижает смертность.

## История таксономии
Первый вид, Bunyamwera virus (с 2015 года — Bunyamwera orthobunyavirus), зарегистрирован в 1975 году в составе монотипных рода Bunyavirus и семейства буньявирусов или буниавирусов (Bunyaviridae). Уже в следующем году в род включили ещё 86 видов и в дальнейшем число таксонов в семействе только росло. В 2015 году (утверждено в 2016 году) во избежания путаницы в похожих названиях видов из одного региона произвели массовое переименование, для чего слово virus в названии вида заменили на название рода. В 2016 году (утверждено в 2017 году) с подачи группы Bunyaviridae Международного комитета по таксономии вирусов выделен новый порядок Bunyavirales и произведены следующие изменения:
- В порядок включены 8 новых семейств и семейство Bunyaviridae, переименованное в Peribunyaviridae[8];
- В порядок включены 2 рода, таксономическое положением которых было ранее неясным (incertae sedis): Emaravirus, Tenuivirus[9];
- Перенесены 4 рода из семейства Bunyaviridae в другие семейства с изменением или без изменения названия: Phlebovirus, Hantavirus, Nairovirus, Tospovirus[10];
- Переименованы виды согласно новым названиям родов[11][12];
- В порядок включены новые роды и виды[13][14][15];
- Удалены (объявлены младшими синонимами) некоторые виды[16].

## Классификация
На май 2020 года в порядок включают 12 семейств:
- Семейство Arenaviridae — Аренавирусы
  - Род Antennavirus (2 вида)
  - Род Hartmanivirus (4 вида)
  - Род Mammarenavirus (39 видов)
  - Род Reptarenavirus (5 видов)
- Семейство Cruliviridae
  - Род Lincruvirus (1 вид)
- Семейство Fimoviridae
  - Род Emaravirus (11 видов)
- Семейство Hantaviridae
  - Подсемейство Actantavirinae
    - Род Actinovirus (3 вида)

  - Подсемейство Agantavirinae
    - Род Agnathovirus (1 вид)

  - Подсемейство Mammantavirinae
    - Род Loanvirus (2 вида)
    - Род Mobatvirus (3 вида)
    - Род Orthohantavirus (36 видов)
    - Род Thottimvirus (2 вида)

  - Подсемейство Repantavirinae
    - Род Reptillovirus (1 вид)
- Семейство Leishbuviridae
  - Род Shilevirus (1 вид)
- Семейство Mypoviridae
  - Род Hubavirus (1 вид)
- Семейство Nairoviridae
  - Род Orthonairovirus (15 видов)
  - Род Shaspivirus (1 вид)
  - Род Striwavirus (1 вид)
- Семейство Peribunyaviridae
  - Род Herbevirus (3 вида)
  - Род Orthobunyavirus — Ортобуньявирусы[18] (88 видов)
  - Род Pacuvirus (5 видов)
  - Род Shangavirus (1 вид)
- Семейство Phasmaviridae
  - Род Feravirus (1 вид)
  - Род Jonvirus (1 вид)
  - Род Orthophasmavirus (9 видов)
  - Род Sawastrivirus (1 вид)
  - Род Wuhivirus (1 вид)
- Семейство Phenuiviridae
  - Род Bandavirus (7 видов)
  - Род Beidivirus (1 вид)
  - Род Coguvirus (2 вида)
  - Род Entovirus (1 вид)
  - Род Goukovirus (3 вида)
  - Род Horwuvirus (1 вид)
  - Род Hudivirus (1 вид)
  - Род Hudovirus (1 вид)
  - Род Ixovirus (3 вида)
  - Род Laulavirus (1 вид)
  - Род Lentinuvirus (1 вид)
  - Род Mobuvirus (1 вид)
  - Род Phasivirus (5 видов)
  - Род Phlebovirus (60 видов)
  - Род Pidchovirus (1 вид)
  - Род Rubodvirus (2 вида)
  - Род Tenuivirus (8 видов)
  - Род Uukuvirus (17 видов)
  - Род Wenrivirus (1 вид)
- Семейство Tospoviridae
  - Род Orthotospovirus (26 видов)
- Семейство Wupedeviridae
  - Род Wumivirus (1 вид)